# 클래런스 더튼

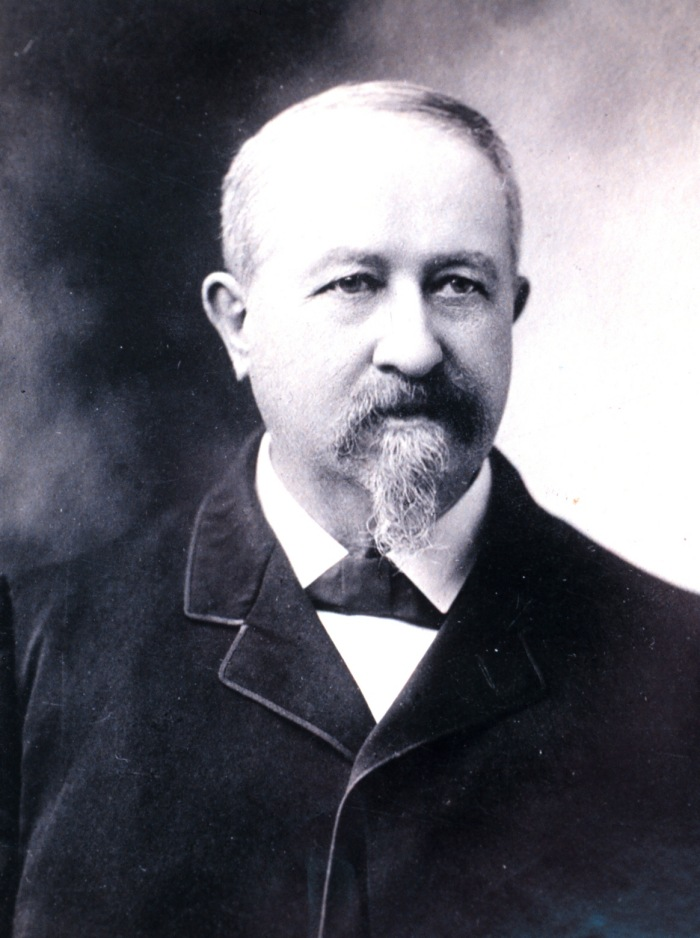

클래런스 에드워드 더튼(Clarence Edward Dutton, 1841년 5월 15일 ~ 1912년 1월 4일)는 미국의 지질학자·지진학자·화산학자이다.
미국 지질조사소에서 활동하며 콜로라도고원 및 그랜드 캐니언, 크레이터호 등의 조사에 기여했으며, 지각 평형설에 대한 이론을 발전시켰다.